# Val-de-Marne önkormányzatai
Val-de-Marne megyében 47 település található.

(CAS) Haut Val-de-Marne agglomerációs körzet (2001)

(CAN) Nogent-Le Perreux agglomerációs körzet (2000)

(CAC) Plaine Centrale du Val-de-Marne agglomerációs körzet (2001)

(CAV)  Val de Bièvre agglomerációs körzet (2000)

| INSEE-kód | Irányítószám | Önkormányzat                 |
| --------- | ------------ | ---------------------------- |
| 94001     | 94480        | Ablon-sur-Seine              |
| 94002     | 94140        | Alfortville (CAC)            |
| 94003     | 94110        | Arcueil (CAV)                |
| 94004     | 94470        | Boissy-Saint-Léger (CAS)     |
| 94011     | 94380        | Bonneuil-sur-Marne           |
| 94015     | 94360        | Bry-sur-Marne                |
| 94016     | 94230        | Cachan (CAV)                 |
| 94017     | 94500        | Champigny-sur-Marne          |
| 94018     | 94220        | Charenton-le-Pont            |
| 94019     | 94430        | Chennevières-sur-Marne (CAS) |
| 94021     | 94550        | Chevilly-Larue               |
| 94022     | 94600        | Choisy-le-Roi                |
| 94028     | 94000        | Créteil (CAC)                |
| 94033     | 94120        | Fontenay-sous-Bois           |
| 94034     | 94260        | Fresnes (CAV)                |
| 94037     | 94250        | Gentilly (CAV)               |
| 94038     | 94240        | L’Haÿ-les-Roses (CAV)        |
| 94041     | 94200        | Ivry-sur-Seine               |
| 94042     | 94340        | Joinville-le-Pont            |
| 94043     | 94270        | Le Kremlin-Bicêtre (CAV)     |
| 94044     | 94450        | Limeil-Brévannes (CAC)       |
| 94046     | 94700        | Maisons-Alfort               |
| 94047     | 94520        | Mandres-les-Roses            |
| 94048     | 94440        | Marolles-en-Brie             |

| INSEE-kód | Irányítószám | Önkormányzat               |
| --------- | ------------ | -------------------------- |
| 94052     | 94130        | Nogent-sur-Marne (CAN)     |
| 94053     | 94880        | Noiseau (CAS)              |
| 94054     | 94310        | Orly                       |
| 94055     | 94490        | Ormesson-sur-Marne (CAS)   |
| 94056     | 94520        | Périgny                    |
| 94058     | 94170        | Le Perreux-sur-Marne (CAN) |
| 94059     | 94420        | Le Plessis-Trévise (CAS)   |
| 94060     | 94510        | La Queue-en-Brie (CAS)     |
| 94065     | 94150        | Rungis                     |
| 94067     | 94160        | Saint-Mandé                |
| 94068     | 94100        | Saint-Maur-des-Fossés      |
| 94069     | 94410        | Saint-Maurice              |
| 94070     | 94440        | Santeny                    |
| 94071     | 94370        | Sucy-en-Brie (CAS)         |
| 94073     | 94320        | Thiais                     |
| 94074     | 94460        | Valenton                   |
| 94075     | 94440        | Villecresnes               |
| 94076     | 94800        | Villejuif (CAV)            |
| 94077     | 94290        | Villeneuve-le-Roi          |
| 94078     | 94190        | Villeneuve-Saint-Georges   |
| 94079     | 94350        | Villiers-sur-Marne         |
| 94080     | 94300        | Vincennes                  |
| 94081     | 94400        | Vitry-sur-Seine            |